# Université d'Ibadan
L'université d'Ibadan (en anglais : University of Ibadan) est une université publique située à Ibadan, au sud-ouest du Nigeria. Il s'agit de la plus ancienne université nigériane.

## Historique
L'université a été fondée en 1948 par l’université de Londres . En 2018, elle disait compter 35 084 étudiants
.

## Composantes
- Hôpital universitaire d'Ibadan

## Personnalités liées à l'université
- Deborah Ajakaiye, géophysicienne
- Leye Adenle, écrivain nigérian de romans policiers
- Elizabeth Alexander, radio-astronome et météorologiste britannique
- Frederick Valentine Atkinson, professeur de mathématiques à cette université
- Bolanle Awe, historienne nigériane
- Vivian E. Browne, artiste américaine reconnue pour ses peintures de protestation afro-américaines
- Olufunmilayo Olopade, oncologue et généticienne
- Kay Williamson, linguiste
- Sophie Oluwole, philosophe
- Adenike Osofisan, spécialiste informatique
- Folake Onayemi, professeure de lettres classiques et de mythologie comparée
- William Kumuyi, surveillant général de Deeper Life Bible Church
- Christine Ouinsavi, scientifique et femme politique béninoise, ancienne ministre
- Funmi Iyanda, journaliste nigériane connue notamment pour les matinales qu'elle a animé et les thèmes abordés.
- Peju Layiwola, historienne de l'art
- Chinedum Peace Babalola